# استاندارد سلسله‌مراتب سیستم‌فایل
استانداردِ سلسله‌مراتبِ سیستمِ فایل (FHS)، ساختار و محتوای دیرکتوری در سیستم‌عامل‌های شبه‌یونیکسی را معین می‌کند. این استاندارد توسط بنیاد لینوکس پشتیبانی می‌شود. آخرین نسخه این استاندارد نسخه ۳٫۰ است که در تاریخ سه ژوئن ۲۰۱۵ عرضه شد. در حال حاضر این استاندارد فقط در سیستم‌عامل لینوکس استفاده می‌شود.

## ساختار دیرکتوری

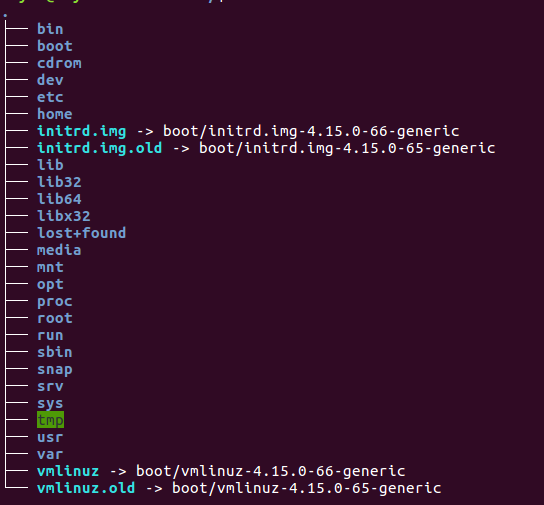
سلسله‌مراتب سیستم‌فایل معمول اوبونتو

در استانداردِ سلسله‌مراتبِ سیستمِ فایل(FHS)، تمامی فایل‌ها و دایرکتوری‌ها در زیر دیرکتوریِ ریشه (root directory) / حضور دارند (حتی اگر آن دیرکتوری و فایل‌ها روی دستگاه‌های فیزیکی و مجازی دیگری (نسبت به دیرکتوری ریشه) ذخیره شده باشند). بعضی از این دایرکتوری‌ها فقط روی یک سیستم مشخص وجود دارند، درصورتی که زیرسیستم‌های مشخصی، مانند سامانهٔ پنجرهٔ اکس نصب شده باشد.
بیشتر این دایرکتوری‌ها در تمامی سیستم‌های عامل یونیکسی وجود دارند و به‌طور کلی کاربرد و کارکرد آن‌ها در سیستم‌های مختلف شبیه به هم است. با این حال توضیحاتی که در مورد کارکرد دایرکتوری‌ها در ذیل خواهد آمد مشخصاً برای FHS استفاده می‌شود و برای سکوهای رایانش دیگر به غیر از لینوکس معتبر نیستند.
| توضیحات | دیرکتوری     |
| --- | ------------ |
| دیرکتوری ریشهٔ کل سلسله‌مراتب سیستم فایل | /            |
| فایل‌های باینری مربوط به دستورها و برنامه‌های لینوکس (که از خط فرمان صدا زده می‌شوند) که باید برای حالت تک‌کاربره برای تمام کاربران دردسترس باشند مانند cat یا ls یا cp | /bin         |
| فایل‌های مربوط به Boot loader (بارگذار راه‌انداز) مانند هسته یا همان kernel و initrd | /boot        |
| فایل‌های دستگاهی ضروری مانند /dev/null/ | /dev         |
| فایل‌های تنظیمات سراسری سیستم (مربوط به تمام سیستم) در مورد نام این دیرکتوری مناقشاتی وجود داشته‌است. در نسخه‌های اولیهٔ سند پیاده‌سازی یونیکس، در آزمایشگاه بِل، بیان می‌شود که نام این دیرکتوری از کلمهٔ etcetera گرفته شده‌است. چرا که در ابتدا این دیرکتوری فایل‌هایی را در خود نگه می‌داشت که به دایرکتوری‌های دیگر تعلق نداشت (گرچه امروزه FHS این دیرکتوری را ملزم به نگهداری فایل‌های متنیِ تنظیمات می‌کند و این دیرکتوری نباید شامل فایل‌های باینری باشد). از زمان انتشار سند اولیهٔ مذکور وجه تسمیهٔ (دلیل نامگذاری) این دیرکتوری به طُرُق مختلف بارها توضیح داده شده‌است. بعضی نام این دیرکتوری را مخفف Editable Text Configuration به معنای تنظیمات متنیِ قابل ویرایش می‌دانند و بعضی Extended Tool Chest به معنای صندوقچهٔ توسعه‌یافتهٔ ابزار | /etc         |
| فایل‌های تنظیمات مربوط به بسته‌های (پکیج‌ها) افزونه‌ها | /etc/opt     |
| فایل‌های تنظیمات، مانند کاتالوگ‌ها، مربوط به نرم‌افزاری که SGML پردازش می‌کند. | /etc/sgml    |
| فایل‌های تنظیمات برای سامانهٔ پنجرهٔ اکس، نسخه ۱۱ | /etc/X11     |
| فایل‌های تنظیمات، مانند کاتالوگ‌ها، برای نرم‌افزاری که فایل XML را پردازش می‌کند. | /etc/xml     |
| دایرکتوری‌های خانهٔ کاربران، که حاوی فایل‌های ذخیره شده و تنظیمات شخصی و غیره می‌باشد. | /home        |
| فایل‌های کتابخانه‌ای (لایبرری) که وجودشان برای فایل‌های باینری در /bin و /sbin ضروری است. | /lib         |
| در این دیرکتوری رسانه‌های جداشدنی مانند درایو فلش یا لوح فشرده یا یو اس بی[USB] به صورت دیرکتوری نمایش داده می‌شوند. | /media       |
| سیستم فایل‌هایی که به صورت موقت mount می‌شوند. | /mnt         |
| بسته‌های (پکیج‌های) نرم‌افزاری اختیاری | /opt         |
| سیستم فایل مجازی که اطلاعات مربوط به فرایندها و هسته (کرنل) را به صورت فایل فراهم می‌کند. | /proc        |
| دیرکتوری خانه برای کاربر روت | /root        |
| فایل‌های باینری سیستمی مانند fsck و init و route | /sbin        |
| داده‌های مربوط به سایت که سیستم در اختیار کاربران قرار می‌دهد، مانند داده‌ها و اسکریپت‌هایی که توسط وب‌سرور ارائه می‌شود یا داده‌هایی که به وسیلهٔ سرور FTP ارائه می‌شود و مخازنی(repository) که مربوط به سامانه‌های کنترل نسخه می‌باشند | /srv         |
| فایل‌های موقتی؛ که طول عمرشان از یک بازراه‌اندازی سیستم تا بازراه‌اندازی بعدی سیستم است به عبارت دیگر میان دو بازراه‌اندازی یعنی با بازراه‌اندازی سیستم این فایل‌ها پاک می‌شوند و ممکن است این فایل‌ها محدودیت حجمی در ذخیره داشته باشند. | /tmp         |
| سلسله‌مراتب ثانوی برای داده‌های کاربر، که شامل اکثر اپلیکیشن‌های کاربران می‌شود. | /usr         |
| باینری‌های دستورهای غیرضروری (که در حالت تک‌کاربره نیازی به آن‌ها نیست) برای تمامی کاربران | /usr/bin     |
| فایل‌های سرآیند استاندارد | /usr/include |
| فایل‌های کتابخانه‌ای برای فایل‌های باینری که در دایرکتوری‌های /usr/bin و /usr/sbin وجود دارند. | /usr/lib     |
| سلسله‌مراتب سومی برای داده‌های محلیِ مختص این هاست. | /usr/local   |
| فایل‌های باینری غیرضروری سیستمی مانند دیمِن‌هایی برای سرویس‌های شبکه | /usr/sbin    |
| کد منبع، مانند کد منبع هسته (کرنل) به همراه فایل‌های سرآیند آن | /usr/src     |
| فایل‌های متغیر (تغییرپذیر) -فایل‌هایی که انتظار می‌رود تا محتویات آن‌ها به‌طور پیوسته در طول عملیات سیستم‌عامل در حال تغییر باشد- مانند فایل‌های لاگ و فایل‌های موقتی ایمیل | /var         |
| دادهٔ مربوط به کَشِ برنامه‌ها. این داده‌ها به صورت محلی، در نتیجهٔ عملیات ورودی/ خروجی یا عملیات‌های محاسباتی زمان‌بر تولید می‌شوند. برنامه باید بتواند در صورت لزوم این نوع داده‌ها را دوباره تولید یا ذخیره کند. فایل‌های کَش را می‌توان پاک کرد، بدون آنکه داده‌ای از دست برود (چرا که دوباره برنامه می‌تواند آن‌ها را تولید کند) | /var/cache   |
| لاک فایل‌ها. فایل‌هایی که اطلاعات مربوط به منابع در حال استفاده را پیگیری و نگهداری می‌کنند. | /var/lock    |
| فایل‌های لاگ. لاگ‌های مختلف | /var/log     |
| صندوق رایانامهٔ (صندوق پستی) کاربر | /var/mail    |
| فایل‌های موقتی که طول عمرشان از یک بازراه‌اندازی تا بازراه‌اندازی دیگر سیستم (میان دو بازراه‌اندازی) است. | /var/tmp     |

## تاریخچه
| نسخه                                                                                               | تاریخ انتشار | ملاحظات                                                                                    |
| -------------------------------------------------------------------------------------------------- | ------------ | ------------------------------------------------------------------------------------------ |
| ۱٫۰                                                                                                | ۱۹۹۴-۰۲-۱۴   | FSSTND                                                                                     |
| ۱٫۱                                                                                                | ۱۹۹۴-۱۰-۰۹   | FSSTND                                                                                     |
| ۱٫۲                                                                                                | ۱۹۹۵-۰۳-۲۸   | FSSTND                                                                                     |
| ۲٫۰                                                                                                | ۱۹۹۷-۱۰-۲۶   | FHS جانشین FSSTND 1.2 می‌باشد در این نسخه نام استاندارد به سلسله مراتب سیستم فایل تغییر کرد |
| ۲٫۱                                                                                                | ۲۰۰۰-۰۴-۱۲   | FHS                                                                                        |
| ۲٫۲                                                                                                | ۲۰۰۱-۰۵-۲۳   | FHS                                                                                        |
| ۲٫۳                                                                                                | ۲۰۰۴-۰۱-۲۹   | FHS                                                                                        |
| ۳٫۰                                                                                                | ۲۰۱۵-۰۵-۱۸   | FHS                                                                                        |
| ایجاز:نگارش قدیمینگارش قدیمی‌تر، هنوز پشتیبانی می‌شودنگارش پایدار جاریآخرین نگارش پیش‌نمایشانتشار آتی |              |                                                                                            |